# 大綱引の恋
大綱引の恋（おおつなひきのこい）は日本の映画、恋愛映画。2020年10月30日に鹿児島にて先行公開され、2021年5月7日より順次全国公開。主演は三浦貴大と知英。

## あらすじ
有馬武志は、鳶職の跡取りで、消防団員、韓国語が得意な35歳独身。鹿児島県薩摩川内市で毎年9月秋分の日の前日に行われる伝統行事「川内大綱引」に情熱を燃やしている。奥手な性格や男社会の仕事も相まって彼女がいない。
父・寛志は鳶職有馬組の親方で「大綱引」の師匠。東京で働いていて、川内には戻らないと言った武志に不満を持っている。
ある日、武志は韓国人女性研修医ヨ・ジヒョンとともに、川内駅で倒れた老人の命を救う。二人は名を告げず別れたが、後日、韓国語通訳のボランティアで運命的に再会し、恋に落ちる。
一方、有馬家では母・文子が「鳶職有馬組の女将、家事の定年退職」を宣言し、妹・敦子も巻き込み混乱に陥る。
さてそんな中、武志はジヒョンとの仲を父に反対されるのではと不安に思うが、「大綱引」に向かって二人の恋は燃え上がり、結婚を意識するようになる。ところが、「大綱引」直前にジヒョンから「2週間後に韓国に戻って病院に勤務しなければならない」と告げられる。

## キャスト
- 有馬武志：三浦貴大
- ヨ・ジヒョン：知英
- 有馬敦子：比嘉愛未
- 有馬文子：石野真子
- 有馬寛志：西田聖志郎
- 中園典子：松本若菜
- 中園喜明：升毅
- 中園サチエ：朝加真由美
- 福元弦太郎：中村優一
- 吉留隆治：金児憲史
- 古賀圭介：恵俊彰（友情出演）
- 青崎秀美：月影瞳
- 阿久根信昭：小倉一郎
- 永山伸一：伊嵜充則
- 竹之内俊郎：金井勇太
- 吉留由美：安倍萌生
- 林芳郎：吉満寛人
- 濵田克之： 池田倫太朗
- 吉村悠人：小山悠
- 知佳：西田あい
- 池田耕治：沢村一樹（友情出演）

## スタッフ
- 監督：佐々部清
- 脚本：篠原高志
- 音楽：富貴晴美
- 主題歌：AI『Story』
- 企画・製作・原案：西田聖志郎
- プロデューサー：臼井正明
- 撮影：早坂伸（J.S.C）
- 照明：守利賢一
- 録音・整音：藤丸和徳
- 美術：若松孝市（A.P.D.J）
- 美術デザイン：山下修侍（A.P.D.J）
- 編集：大畑英亮
- スクリプター：山下千鶴
- キャスティング：空閑由美子
- 助監督：山本亮
- 製作担当：古森正泰
- 題字：髙﨑正治
- 宣伝：MUSA
- 配給：ショウゲート
- 制作協力：シネムーブ
- 製作：「大綱引の恋」フィルムパートナーズ、パディハウス
- 後援：薩摩川内市、川内大綱引を継承する会、川内大綱引保存会、川内商工会議所
- 特別協賛：鹿児島銀行、鹿児島相互信用金庫、富士産業株式会社
- 特別協力：ANA

## 派生物
映画を記念して2020年9月に山元酒造が同名の焼酎を発売した。